# گاتکس
گاتکس (انگلیسی: GATX) شرکت ترابری آمریکایی است، که در سال ۱۸۹۸ تأسیس شد.